# スティーブン・トンプソン (格闘家)
スティーブン・トンプソン（Stephen Thompson、1983年2月11日 - ）は、アメリカ合衆国の男性総合格闘家、元キックボクサー。サウスカロライナ州シンプソンビル出身。ピッチブラックMMA/セラ・ロンゴ・ファイトチーム所属。

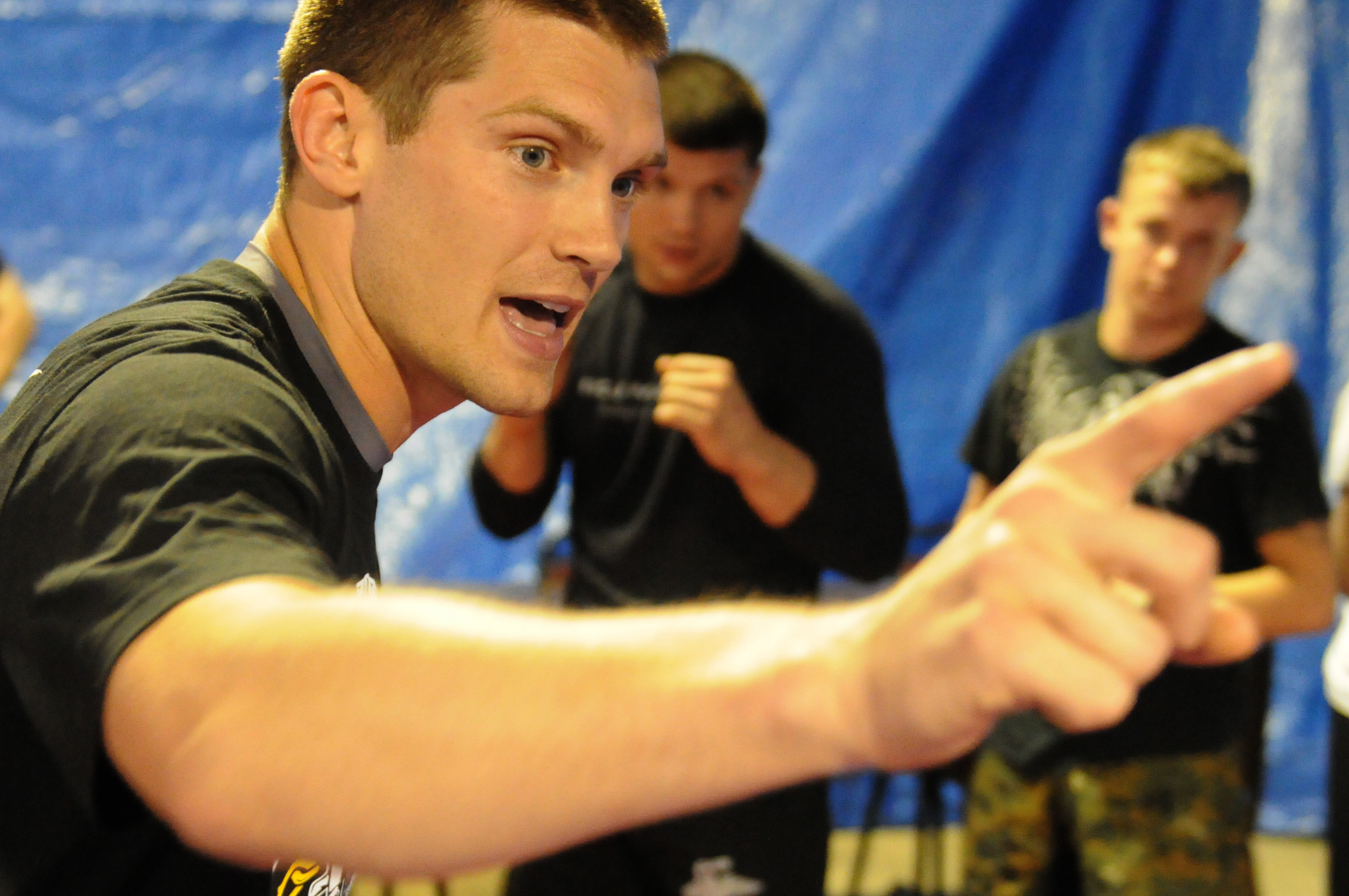
2012年のトンプソン

## 来歴
元プロキックボクサーの父親が空手道場を経営していたことで、トンプソンは3歳から拳法空手をはじめ、14歳でキックボクシングと柔術、20歳でブラジリアン柔術、26歳で総合格闘技をはじめた。
キックボクシングではアマチュアで38戦37戦、プロでは58戦無敗の戦績を誇る。
2010年2月5日、総合格闘技デビュー戦を白星で飾る。

### UFC
2012年2月4日、UFCデビュー戦となったUFC 143でダン・スティットジンと対戦し、右ハイキックで1RKO勝ち。ノックアウト・オブ・ザ・ナイトを受賞した。同年4月21日、UFC 145でマット・ブラウンと対戦し、0-3の判定負け。キャリア初黒星を喫した。
2014年2月22日、UFC 170で後にUFC世界ミドル級王者となるロバート・ウィテカーと対戦し、右ストレートでダウンを奪いパウンドで1RTKO勝ち。パフォーマンス・オブ・ザ・ナイトを受賞した。
2015年7月12日、The Ultimate Fighter 21 Finaleでウェルター級ランキング9位のジェイク・エレンバーガーと対戦し、右フックキックでKO勝ち。パフォーマンス・オブ・ザ・ナイトを受賞した。
2016年2月6日、UFC Fight Night: Hendricks vs. Thompsonでウェルター級ランキング2位の元UFC世界ウェルター級王者ジョニー・ヘンドリックスと対戦し、バックスピンキックからのパンチの連打で1RTKO勝ち。パフォーマンス・オブ・ザ・ナイトを受賞した。
2016年6月18日、UFC Fight Night: MacDonald vs. Thompsonでウェルター級ランキング1位のローリー・マクドナルドと対戦し、3-0の5R判定勝ち。
2016年11月12日、UFC 205のUFC世界ウェルター級タイトルマッチで王者タイロン・ウッドリーと対戦。一進一退の攻防を繰り広げ、0-1の5R判定ドローで王座獲得に失敗したが、ファイト・オブ・ザ・ナイトを受賞した。
2017年3月4日、UFC 209のUFC世界ウェルター級タイトルマッチで王者タイロン・ウッドリーとダイレクトリマッチで再戦。両者共に手数の少ない展開となり、やや優勢に試合を進めたものの、試合終了間際にパンチでダウンを奪われ、0-2の5R判定負けを喫し王座獲得に失敗した。
2017年11月4日、UFC 217でウェルター級ランキング4位のホルヘ・マスヴィダルと対戦し、3-0の判定勝ち。
2018年5月27日、UFC Fight Night: Thompson vs. Tillのメインイベントでウェルター級ランキング8位のダレン・ティルと対戦。接戦となったが、0-3の5R判定負けを喫した。この試合は、ティルが3.5ポンド体重超過をしたため、174.5ポンド契約で試合が行われた。
2019年3月23日、UFC Fight Night: Thompson vs. Pettisで元UFC世界ライト級王者のアンソニー・ペティスと対戦。優勢に試合を進めたものの、2R終盤に右スーパーマンパンチで逆転のKO負け。2連敗となった。
2019年11月2日、UFC 244でウェルター級ランキング14位のビセンテ・ルケと対戦。序盤にパンチのラッシュを受ける場面があったものの、それ以降は打撃の攻防で圧倒し、3-0の判定勝ち。ファイト・オブ・ザ・ナイトを受賞した。
2020年12月19日、UFC Fight Night: Thompson vs. Nealでウェルター級ランキング11位のジェフ・ニールと対戦し、スタンドの攻防で終始圧倒して3-0の5R判定勝ち。パフォーマンス・オブ・ザ・ナイトを受賞した。
2021年7月10日、UFC 264でウェルター級ランキング2位のギルバート・バーンズと対戦し、0-3の判定負け。
2021年12月18日、UFC Fight Night: Lewis vs. Daukausでウェルター級ランキング10位のベラル・ムハマッドと対戦し、0-3の判定負け。
2022年12月3日、UFC on ESPN: Thompson vs. Hollandでケビン・ホランドと対戦。1Rに右ストレートでぐらつくものの、その後は多彩な打撃で試合のペースを握り、4R終了時にホランドの右拳の負傷によるコーナーストップでTKO勝ち。ファイト・オブ・ザ・ナイトを受賞した。
2023年12月16日、UFC 296でウェルター級ランキング5位のシャフカト・ラフモノフと対戦し、2Rにリアネイキドチョークでキャリア初となる一本負け。
2024年10月5日、UFC 307でウェルター級ランキング11位のホアキン・バックリーと対戦し、右フックでダウンを奪われパウンドで3RKO負け。

## 人物・エピソード
- トンプソンの実弟は元UFC世界ミドル級王者クリス・ワイドマンの実妹と結婚しており、トンプソンはワイドマンの義兄にあたる[4]。
- 非常に温厚で礼儀正しい好人物として知られ、2019年12月にはMMAジャーナリストのアリエル・ヘルワニからトンプソンにBMFベルトならぬNMFベルト（Nicest Mofoの略、史上最も良いヤツの意）が贈られた[5]。

## 戦績
| 総合格闘技 戦績 | 総合格闘技 戦績 | 総合格闘技 戦績 | 総合格闘技 戦績 | 総合格闘技 戦績 | 総合格闘技 戦績 | 総合格闘技 戦績 |
| --------------- | --------------- | --------------- | --------------- | --------------- | --------------- | --------------- |
| 27 試合         | (T)KO           | 一本            | 判定            | その他          | 引き分け        | 無効試合        |
| 17 勝           | 8               | 1               | 8               | 0               | 1               | 0               |
| 9 敗            | 2               | 1               | 6               | 0               | 1               | 0               |

| 勝敗 | 対戦相手                 | 試合結果                                    | 大会名                                                                | 開催年月日     |
| ×    | ガブリエル・ボンフィム   | 5分3R終了 判定1-2                           | UFC on ESPN 70: Lewis vs. Teixeira                                    | 2025年7月12日  |
| ×    | ホアキン・バックリー     | 3R 2:17 KO（右フック→パウンド）             | UFC 307: Pereira vs. Rountree                                         | 2024年10月5日  |
| ×    | シャフカト・ラフモノフ   | 2R 4:56 リアネイキドチョーク                | UFC 296: Edwards vs. Covington                                        | 2023年12月16日 |
| ○    | ケビン・ホランド         | 4R 5:00 TKO（コーナーストップ）             | UFC on ESPN 42: Thompson vs. Holland                                  | 2022年12月3日  |
| ×    | ベラル・ムハマッド       | 5分3R終了 判定0-3                           | UFC Fight Night: Lewis vs. Daukaus                                    | 2021年12月18日 |
| ×    | ギルバート・バーンズ     | 5分3R終了 判定0-3                           | UFC 264: Poirier vs. McGregor 3                                       | 2021年7月10日  |
| ○    | ジェフ・ニール           | 5分5R終了 判定3-0                           | UFC Fight Night: Thompson vs. Neal                                    | 2020年12月19日 |
| ○    | ビセンテ・ルケ           | 5分3R終了 判定3-0                           | UFC 244: Masvidal vs. Diaz                                            | 2019年11月2日  |
| ×    | アンソニー・ペティス     | 2R 4:55 KO（右スーパーマンパンチ→パウンド） | UFC Fight Night: Thompson vs. Pettis                                  | 2019年3月23日  |
| ×    | ダレン・ティル           | 5分5R終了 判定0-3                           | UFC Fight Night: Thompson vs. Till                                    | 2018年5月27日  |
| ○    | ホルヘ・マスヴィダル     | 5分3R終了 判定3-0                           | UFC 217: Bisping vs. St-Pierre                                        | 2017年11月4日  |
| ×    | タイロン・ウッドリー     | 5分5R終了 判定0-2                           | UFC 209: Woodley vs. Thompson 2 【UFC世界ウェルター級タイトルマッチ】 | 2017年3月4日   |
| △    | タイロン・ウッドリー     | 5分5R終了 判定0-1                           | UFC 205: Alvarez vs. McGregor 【UFC世界ウェルター級タイトルマッチ】   | 2016年11月12日 |
| ○    | ローリー・マクドナルド   | 5分5R終了 判定3-0                           | UFC Fight Night: MacDonald vs. Thompson                               | 2016年6月18日  |
| ○    | ジョニー・ヘンドリックス | 1R 3:31 TKO（スタンドパンチ連打）           | UFC Fight Night: Hendricks vs. Thompson                               | 2016年2月6日   |
| ○    | ジェイク・エレンバーガー | 1R 4:29 KO（右フックキック）                | The Ultimate Fighter 21 Finale                                        | 2015年7月12日  |
| ○    | パトリック・コーテ       | 5分3R終了 判定3-0                           | UFC 178: Johnson vs. Cariaso                                          | 2014年9月27日  |
| ○    | ロバート・ウィテカー     | 1R 3:43 TKO（右ストレート→パウンド）        | UFC 170: Rousey vs. McMann                                            | 2014年2月22日  |
| ○    | クリス・クレメンツ       | 2R 1:27 TKO（スタンドパンチ連打）           | UFC 165: Jones vs. Gustafsson                                         | 2013年9月21日  |
| ○    | ナフション・バレル       | 5分3R終了 判定3-0                           | UFC 160: Velasquez vs. Bigfoot 2                                      | 2013年5月25日  |
| ×    | マット・ブラウン         | 5分3R終了 判定0-3                           | UFC 145: Jones vs. Evans                                              | 2012年4月21日  |
| ○    | ダン・スティットジン     | 1R 4:13 KO（右ハイキック）                  | UFC 143: Diaz vs. Condit                                              | 2012年2月4日   |
| ○    | パトリック・マンディオ   | 5分3R終了 判定3-0                           | Fight Party: Masquerade Fight Party                                   | 2011年10月1日  |
| ○    | ウィリアム・キューン     | 5分3R終了 判定3-0                           | Xtreme Chaos 2                                                        | 2011年7月15日  |
| ○    | マルケス・ウォーレル     | 2R 3:08 リアネイキドチョーク                | Fight Party: Greenville Kage Fighting 2                               | 2010年9月18日  |
| ○    | ダニー・フィンツ         | 1R 3:45 TKO（パンチ連打）                   | Fight Party: Xtreme Cage Fighting 2                                   | 2010年5月22日  |
| ○    | ジェレミー・ジョールズ   | 2R 3:40 TKO（パンチ連打）                   | Fight Party: Greenville Kage Fighting                                 | 2010年2月5日   |

## 獲得タイトル
- IAKSA世界クルーザー級王座（2003年）
- WAKO世界選手権 クルーザー級 優勝（2005年）

## 表彰
- UFC ファイト・オブ・ザ・ナイト（3回）
- UFC パフォーマンス・オブ・ザ・ナイト（4回）
- UFC ノックアウト・オブ・ザ・ナイト（1回）